# 3-as trolibusz (Debrecen)
A debreceni 3-as trolibusz a Segner tér és a Köztemető között közlekedik. A járatok a Köztemető nyitvatartása alatt Köztemető főkaputól, azon kívül a Kassai úttól (MGM) indulnak és érkeznek. A vonalon 1988-ban indult meg a közlekedés.
Jelenlegi menetrendje 2018. július 1-jétől érvényes.

## Útvonala
| Köztemető, főkapu / Kassai út felé | Segner tér felé |
| --- | --- |
| Segner tér vá. – Nyugati utca – Széchenyi utca – Kossuth utca – Burgundia utca – Csapó utca – Kassai út – Benczúr Gyula utca – Köztemető, főkapu vá. | Köztemető, főkapu vá. – Benczúr Gyula utca – Kassai út – Csapó utca – Burgundia utca – Kossuth utca – Széchenyi utca – Nyugati utca – Segner tér vá. |

## Megállóhelyei
A járaton három menetidő van érvényben az időszaktól függően.
- Menetidő 1: munkanap 06:00–17:59
- Menetidő 2: munkanap 05:30–05:59 és 18:00–21:59, valamint hétvégén
- Menetidő 3: minden más időszakban

| 0     | Segner tér végállomás                                             | 19-22 | 3A, 4, 5, 5A 10, 10Y, 11, 13, 14, 17, 17A, 24, 24Y, 25, 25Y, 33, 33E, 33Y, 34, 34A, 35, 35A, 35E, 35Y, 36, 36A, 42, 45, 46, 46H, 46Y, 52E, 60, 60H, 71, 71A, 73, 73A, 92, 93, 94, 125, 125Y, 146, A1 Helyközi buszok |
| 2     | Helyközi autóbusz-állomás (↓) Mechwart András Szakközépiskola (↑) | 18-21 | 3A, 4, 5, 5A 10, 10Y, 14, 19, 25, 25Y, 34, 35, 35E, 35Y, 36, 41, 41Y, 42, 45, 46, 46H, 46Y, 49, 52E, 60, 60H, 71, 71A, 73, 73A, 92, 93, 94, 125, 125Y, 146 Helyközi buszok                                           |
| 3     | Debreceni Ítélőtábla (↓) Debreceni Törvényszék (↑)                | 16-19 | 3A, 4 14, 19, 25, 25Y, 34, 35, 35Y, 36, 41, 41Y, 42, 45, 60, 60H, 73, 73A, 81, 92, 93, 94, 125, 125Y, A1 |
| 4     | Csokonai Színház (↓) Kossuth utca (↑)                             | 14-16 | 1, 2 3A, 4 19, 25, 25Y, 41, 41Y, 45, 73, 73A, 90Y, 92, 93, 94, 125, 125Y |
| 6     | Burgundia utca                                                    | ∫     | 3A, 4 14Y, 15, 15H, 15Y, 19, 25, 25Y, 41, 41Y, 45, 73, 73A, 90Y, 92, 93, 94, 125, 125Y |
| 7-8   | Csapó utca (↓) Burgundia utca (↑)                                 | 13-14 | 3A 11, 14Y, 15, 15H, 15Y, 22, 22Y, 24, 24Y, 43, 90Y, 92, 93, 94 |
| 8-9   | Berek utca                                                        | 11-12 | 3A 11, 22, 22Y, 24, 24Y, 43, 90Y, 92 |
| 9-10  | Bercsényi utca                                                    | 10-11 | 3A 11, 22, 22Y, 24, 24Y, 43, 90Y, 92 |
| 10-12 | Árpád tér                                                         | 8-9   | 3A, 5, 5A 11, 16, 22, 22Y, 24, 24Y, 52E, 73, 73A, 92 Helyközi buszok |
| 11-13 | Laktanya utca                                                     | 6-7   | 3A, 5, 5A 11, 16, 22, 22Y, 24, 24Y, 73, 73A, 92 |
| 12-14 | Főnix aréna                                                       | 5     | 3A, 5, 5A 16, 22, 22Y, 23, 23Y, 24, 24Y, 51E, 52E, 73, 73A |
| 13-16 | Kemény Zsigmond utca                                              | 4     | 3A, 5, 5A 22, 22Y, 24, 24Y, 73, 73A |
| 14-17 | Kassai út                                                         | 2     | 3A, 5, 5A 22, 22Y, 24, 24Y, 73, 73A Helyközi buszok |
| 15-19 | Köztemető, déli kapu                                              | ∫     | 5 24, 24Y |
| 16-21 | Köztemető, főkapu végállomás                                      | 0     | 5 22, 22Y, 24, 24Y |

## Gyakori trolipótlás
Főleg hétvégéken előfordul, hogy trolik helyett trolipótló autóbuszok járnak. Ennek az az oka, hogy a buszokat a DKV csak bérli és a buszok futásteljesítménye nem éri el a szerződésben foglalat legkevesebb kilométert. Ezért kiegészítésként gyakran kiadnak Cívis 12 típusú autóbuszokat trolivonalakra. A jelölésükben nincs változás, csak a homlok és oldalfalon a végállomás alatt látható a „trolipótló” felirat is.

## Menetrend
- Hivatalos menetrend
- Egyszerűsített menetrend
- Összevont menetrend a 3A és 4-es trolikkal
- Összevont menetrend a 3A-s, 5-ös és 5A-s trolikkal
- Utazástervező